# مرگ جهان غرب
مرگ غرب: چگونه جمعیت های در حال مرگ و تهاجمات مهاجران کشور و تمدن ما را در معرض خطر قرار می دهند،(به انگلیسی: Death of the West: How dying populations and immigrant invasions imperil our Country and Civilization) کتابی است که در سال ۲۰۰۱ توسط تفسیر کننده دیرینه محافظه کار شناخته شده پاتریک جوزف بیوکنن منتشر شد . پاتریک جی. بوکانان در کتاب خود استدلال می کند که به زودی فرهنگ غرب به ویژه ایالات متحده در معرض خطر قرار خواهد گرفت.